# Óliver Díaz
Óliver Díaz (Oviedo, 13 de marzo de 1972) es un director de orquesta español. 
Es el primer músico español y único hasta la fecha, seleccionado, admitido y premiado con la beca Bruno Walter de dirección de orquesta para estudiar en  Juilliard School of Music con Otto Werner Mueller.

## Biografía
Inició su formación en los conservatorios asturianos de Gijón y Oviedo, donde terminó sus estudios de piano, armonía, composición e instrumentación y contrapunto en 1999.
Coincidiendo con sus primeros pasos profesionales obtuvo premios en varios concursos de piano y recibió clases magistrales de solistas de renombre internacional como Jean-François Heisser, Michel Beroff, Irina Zaritskaya, Josep María Colom o Blanca Uribe.
Entre 1998 y 2001 se estableció en Baltimore, Estados Unidos, para cursar estudios en el Instituto Peabody de la Universidad Johns Hopkins, alternando su aprendizaje con el cometido de maestro correpetidor y asistente en la ópera de la universidad, así como del coro Peabody Singers.
Continua con su formación con Julian Martin y trabaja estrechamente con Edward Polochick, director titular de la Lincoln Symphony Orchestra de Nebraska y de la Concert Artist de Baltimore.
En 2002 se traslada a Nueva York para estudiar dirección de orquesta en la Juilliard School of Music con Otto Werner Mueller, donde consigue la beca Bruno Walter.

## Trayectoria profesional
En agosto de 2000 crea, en colaboración con Julian Martin, el New Millennium Internacional Piano Festival, donde dirige a solistas de prestigio internacional como Boris Slutsky, Blanca Uribe, Stephen Prustman o Jenny Lin, y funda la Orquesta Sinfónica Millennium.
De 2002 a 2012 es titular de la Orquesta Sinfónica Ciudad de Gijón.
Desde 2012 es director titular de la Barbieri Symphony Orchestra
En 2011 debuta en el Teatro de La Zarzuela dirigiendo «Luisa Fernanda» y en 2012 repite con «El Gato Montés».
Ha sido invitado a dirigir numerosas orquestas, entre las que se encuentran la Orquesta Sinfónica del Principado de Asturias (OSPA), la Orquesta de la Comunidad de Madrid (ORCAM), la Orquesta de Córdoba, Orquesta Sinfónica de Bilbao (BOS), Real Filharmonía de Galicia, Oviedo Filarmonía (OFIL), Targu Mures Philharmonic Orchestra, Cluj Philharmonic Orchestra, Real Orquesta Sinfónica de Sevilla, Orquesta Sinfónica de RTVE,  Orquesta Sinfónica del Gran Teatro del Liceo,  Orquesta Sinfónica de Madrid, Orquesta del Teatro Helikon de Moscú,  Orquesta de la Comunidad Valenciana, Orquesta de Valencia, Orquesta Sinfónica de Tenerife, Orquesta Sinfónica de Galicia, Orquesta Filarmónica de Gran Canaria, Malta Philharmonic Orchestra, Orquesta Sinfónica de Castilla y León, Orquesta Filarmónica de Montecarlo, Orquesta Filarmónica de la UNAM
De 2010 a 2014 es miembro del jurado del concurso internacional de canto Ana María Iriarte 
De 2017 a 2024 es miembro del jurado de los  Premios Princesa de Asturias, de la  Fundación Princesa de Asturias
Desde 2012 es vicepresidente de la Asociación Española de Directores de Orquesta (AESDO).
Director musical del Teatro de La Zarzuela de 2015 a 2019.
Director musical del Malta Summer Festival desde 2022

## Actividad musical y artística

### Organización de eventos musicales y artísticos
De 2000 a 2009 es codirector y miembro fundador del Festival Internacional de Piano de Gijón invitando a pianistas de la talla de Jenny Lin, Boris Slutsky, José Ramón Méndez, Blanca Uribe, Stephen Prustman o Julian Martin.

### Festivales
- 2003 Festival de verano. Orquesta Sinfónica del Principado de Asturias (OSPA).
- 2007 Festival de verano. Orquesta Sinfónica del Principado de Asturias (OSPA).
- 2009 Festival de verano. Orquesta Sinfónica del Principado de Asturias (OSPA).
- 2010 VIII Festival de Música Española de Cádiz. Gran Teatro Falla, Cádiz. Orquesta Sinfónica de Córdoba.
- 2010 Festival de la Guitarra de Córdoba. Gran Teatro de Córdoba. Orquesta de Córdoba.
- 2011 Festival de la guitarra. Teatro Muñoz Seca, El Puerto de Santa María, Cádiz. Orquesta Sinfónica de Córdoba.
- 2013 “Semana de la música americana en Rumanía”, concierto de clausura. Piata Mare, Sibiu, Rumania. Orquesta Filarmónica de Sibiu.
- 2016: Festival Internacional de Santander (FIS). Orquesta Sinfónica del Principado de Asturias (OSPA).
- 2016: 50.ª Festival Jan Kiepura (Polonia). Orquesta Sinfónica de Cracovia
- 2019: 150.º Aniversario de Chorégies d´Orange, Francia. Orquesta Filarmónica de Montecarlo
- 2020: Festival Flamenco on Fire. Teatro Baluarte de Pamplona. Orquesta Sinfónica de Navarra

### Programas Educativos
- "Música Maestro" (2002 - 2012). Proyecto didáctico apoyado por el Teatro Jovellanos de Gijón y la Fundación Municipal de Cultura e inspirado en los míticos ciclos de Leonard Bernstein.

### Grabaciones
- 2002 Banda sonora original de "El refugio del mal" (Javier López de Guereña).
- 2010 CD/DVD "Sueño". Orquesta de Córdoba, Javier Ruibal.
- 2011 "Oda a Jovellanos". Orquesta Sinfónica del Principado de Asturias
- 2013 "Bel Canto". Real Filharmonía de Galicia. Simón Orfila (bajo), Mariola Cantarero (soprano).
- 2015 "Guitar concertos". Real Filharmonía de Galicia. Miguel Trápaga (guitarra)
- 2019 "Guitar double concertos". Oviedo Filarmonía. Miguel Trápaga, Teresa Folgueira (guitarras), Ángel Luis Castaño (acordeón), Fernando Arias (vibráfono)
- 2024 "Mis amores son las flores". Lisette Oropesa (soprano), Orquesta Titular del Teatro Real